# Гойбюль
Хойбюль (нім. Heubühl) — гора в Ліхтенштейні, висотою — 1 936 м. Ця гора належить до гірського масиву Ретікон в Східних Альпах.
Гора розташована в південно-східній частині Ліхтенштейну. На південний схід від столиці країни — Вадуца, в її підніжжі розкинулася комуна-община Трізенберг, а саме, на південь від її села Штег.